# Équipe d'Iran féminine de handball
Dernière mise à jour : 11 juin 2022.
L'équipe d'Iran de handball féminin représente la fédération d'Iran de handball lors des compétitions internationales, notamment aux tournois olympiques, aux championnats du monde ainsi qu'aux championnats d'Asie.

## Histoire
Les Iraniennes remportent le Championnat d'Asie de l'Ouest en 2018. 
La sélection a participé au championnat du monde pour la première fois de son histoire en 2021, où les iraniennes terminent à la 31e et avant-dernière place du tournoi, sans remporter aucun match sur le terrain. Leur seule victoire ayant été obtenue sur tapis vert face à la Chine, équipe qui avait déclaré forfait en cours de tournoi.
Cependant durant cette compétition, la performance de la gardienne iranienne Fatemeh Khalili Behfar a été remarquée lors du match du premier tour face à la Norvège. Malgré la lourde défaite de son équipe (41 à 9), Khalili Behfar parvient à réaliser 7 parades face à l'une des meilleures équipes du monde et future vainqueur de la compétition.
Cette prestation permettra à la gardienne iranienne d'être nommée meilleure joueuse du match,.
La sélection a réalisé sa meilleure performance au championnat d'Asie en 2021 (en), en terminant à la 4e place. C'est d'ailleurs ce qui a permis à l'équipe de se qualifier pour le championnat du monde de la même année. En revanche, l'Iran ne s'est pour l'heure jamais qualifiée ni pour les Jeux Olympiques ni pour les Jeux asiatiques.

## Palmarès

### Parcours auxchampionnats du monde
- 2021 : 31e
- 2023 : 31e

### Parcours auxchampionnats d'Asie
- 2008 : 7e
- 2010 : 8e
- 2012 : 9e
- 2015 : 6e
- 2017 : 7e
- 2019 : 6e
- 2021 : 4e
- 2022 : 4e